# پلاک نام

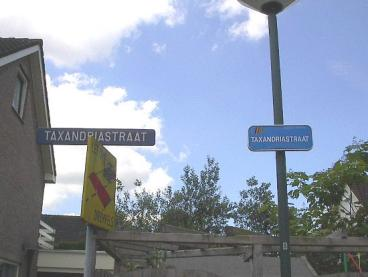
تابلو مرز بلژیک و آلمان

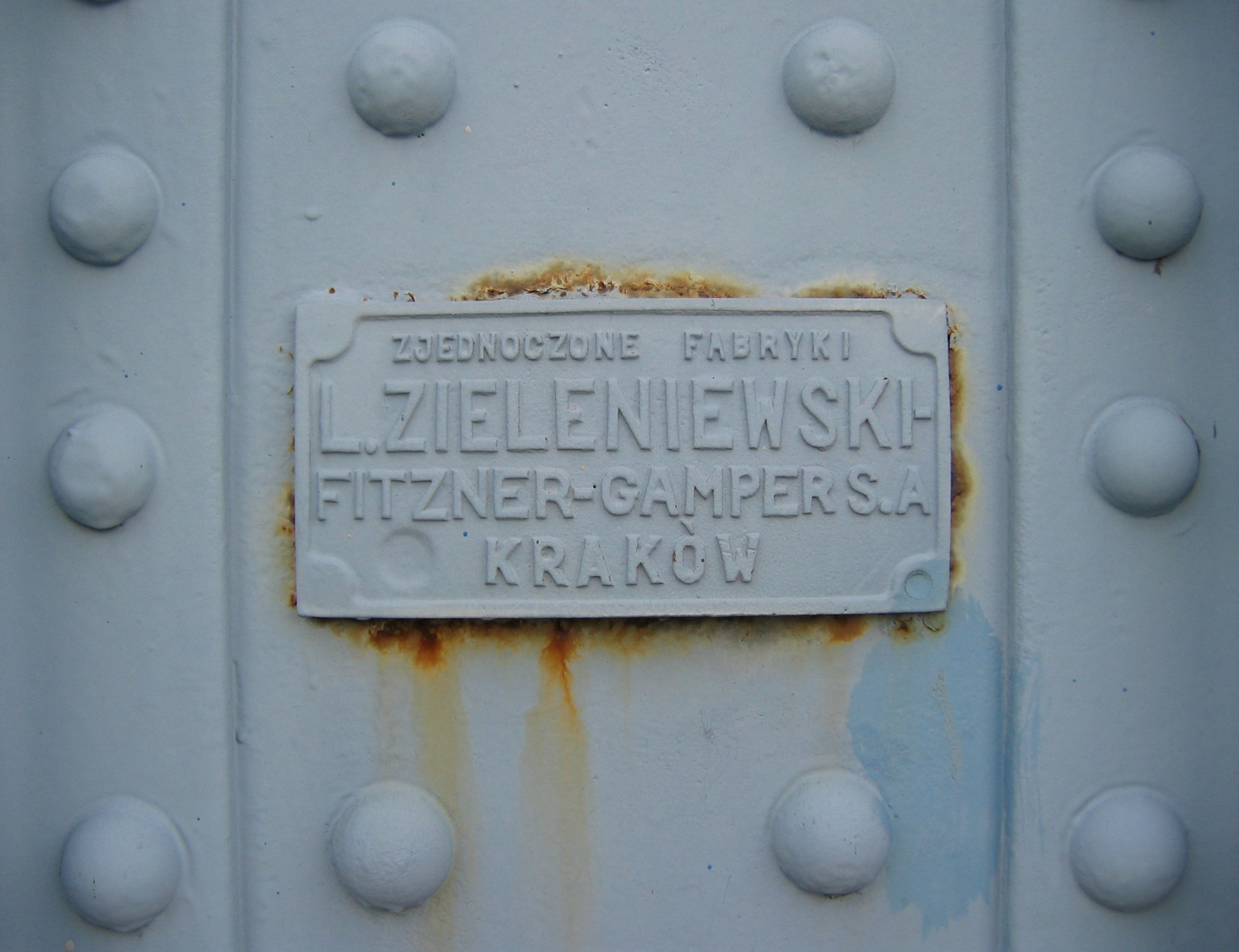
جزئیات مشخصات تولید بر روی یک پل در لهستان

پلاک نام (به انگلیسی: Nameplate) یا نیم پلیت پلاکی است که نشان دهنده و نمایشگر نام شخص یا محصول می‌باشد.
اکثر پلاک‌نام‌ها مستطیلی شکل هستند ولی می‌توانند به بقیه اشکال نیز طراحی و ساخته شوند.
جنس پلاک‌نام‌هایی که بر روی محصولات چاپ می‌شوند می‌تواند فلز باشد که این فلز بسته به جنس محصول می‌تواند فولاد ضدزنگ یا استیل، آلومینیوم، پلی کربنات و ABS مولتی استیل باشد.
چاپ پلاک بر روی محصولات فلزی به دو روش انجام می‌شود که عبارتند از:
- حکاکی اسید کاری با رنگ کوره ای
- حکاکی لیزر با چاپ آنودایز

پلاک‌نام‌ها اصولاً دارای اطلاعات مفیدی هستند به‌طور مثال پلاک‌هایی که بر روی محصولات چسبانده می‌شود که اطلاعاتی را دربارهٔ آن به مخاطب بدهند.
پلاک‌نام‌ها متفاوت از مارک‌ها و پلاک‌های سر درب هستند زیرا پلاک‌نام‌ها به عنوان مثال بر روی شاسی اتومبیل حک می‌شوند در حالی که مارک و برچسب بر روی لباس چسبانده می‌شوند و پلاک‌ها و تابلوها در سر درب شرکت یا واحد اداری نصب می‌شوند.